# Canistrum pickelii
Canistrum pickelii là một loài thực vật có hoa trong họ Bromeliaceae. Loài này được (Andrade-Lima & L.B.Sm.) Leme & J.A.Siqueira mô tả khoa học đầu tiên năm 2002.